# NGC 6776
NGC 6776 (другие обозначения — PGC 63185, ESO 104-53, AM 1920-635) — эллиптическая галактика (E) в созвездии Павлин.
Этот объект входит в число перечисленных в оригинальной редакции «Нового общего каталога».